# Pertuis
Pertuis is een gemeente in het Franse departement Vaucluse (regio Provence-Alpes-Côte d'Azur). De plaats maakt deel uit van het arrondissement Apt. Pertuis telde op 1 januari 2022 19.764 inwoners.
De plaats is de hoofdstad van het Pays d’Aigues. De veertiende-eeuwse stadsmuren van Pertuis zijn grotendeels bewaard. In die periode werd ook het versterkte kasteel van Pertuis gebouwd. De donjon van het kasteel, verhoogd in 1607, is bewaard (place Mirabeau).
De plaats is bekend voor de teelt van aardappelen en asperges.

## Geografie
De oppervlakte van Pertuis bedroeg op 1 januari 2022 66,23 vierkante kilometer; de bevolkingsdichtheid was toen 298,4 inwoners per km². De gemeente grenst in het zuiden aan de Durance. Het zuidelijk deel van de gemeente bestaat uit de vruchtbare riviervlakte terwijl het noordelijk deel heuvelachtig is. Deze heuvels, de Coulets, zijn een uitloper van de Luberon.
De onderstaande kaart toont de ligging van Pertuis met de belangrijkste infrastructuur en aangrenzende gemeenten.

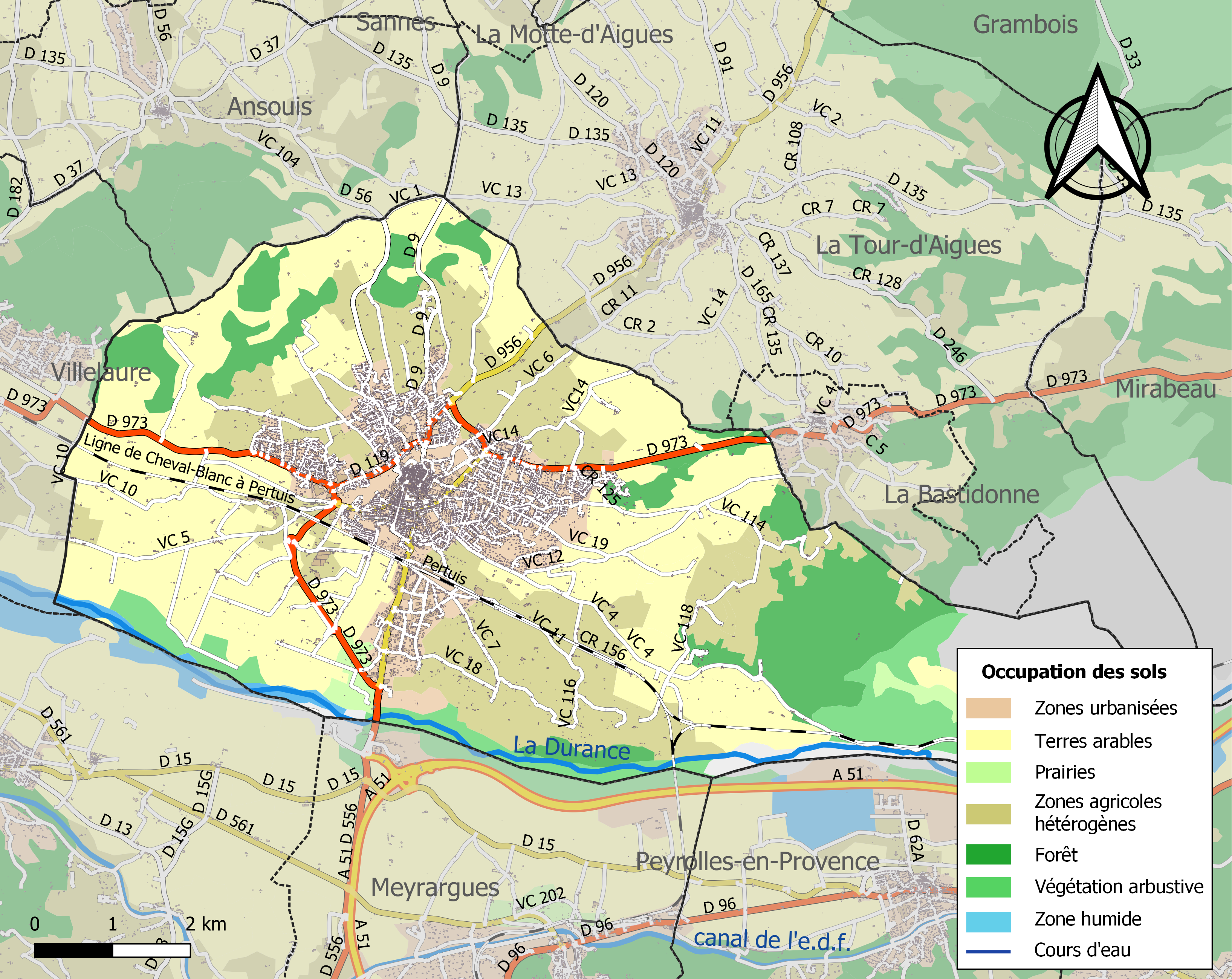

## Verkeer en vervoer
In de gemeente ligt spoorwegstation Pertuis.

## Demografie
Onderstaande figuur toont het verloop van het inwonertal (bron: INSEE-tellingen).

## Geboren
- Michèle Torr (1947), zangeres
- Karim Zedadka (2000), voetballer